# Cymbopetalum hintonii
Cymbopetalum hintonii är en kirimojaväxtart som beskrevs av Cyrus Longworth Lundell. Cymbopetalum hintonii ingår i släktet Cymbopetalum, och familjen kirimojaväxter.

## Underarter
Arten delas in i följande underarter:
- C. h. hintonii
- C. h. septentrionale